# Goldfinger (film)
Goldfinger este un film britanic de spionaj⁠(d) din 1964 cu Sean Connery în rolul principal; este al treilea film din seria James Bond. Bazat pe romanul cu același nume⁠(d) al lui Ian Fleming din 1959, filmul a fost adaptat de Richard Maibaum și Paul Dehn și a fost regizat de Guy Hamilton. A fost produs de Harry Saltzman și Albert R. Broccoli, un parteneriat ce va continua până în 1975. A fost primul blockbuster din seria Bond, cu un buget egal cu cel al celor două filme precedente combinate. Filmările principale au avut loc din ianuarie până în iulie 1964 în Regatul Unit, Elveția și Statele Unite.
Este primul film din serie în care Bond se folosește de tehnologie și gadgeturi, și primul film care aduce o serie de articole promoționale cu licență, inclusiv o mașină jucărie Aston Martin DB5.
Goldfinger a fost primul film Bond care a câștigat un premiu Oscar, pentru cel mai bun montaj de sunet. Filmul a fost un succes financiar, recuperându-și bugetul în două săptămâni și încasând peste 120 de milioane de dolari în întreaga lume.

## Prezentare
James Bond investighează contrabanda cu aur a magnatului {{ill-wd|Q924817|3=Auric Goldfinger}]. Bond deduce că guvernul chinez⁠(d) i-a oferit lui Goldfinger o bombă murdară pe care să o detoneze în interiorul seifului Statelor Unite de la Fort Knox pentru a iradia aurul timp de decenii, făcându-l astfel lipsit de valoare. Aurul propriu al lui Goldfinger ar crește foarte mult în valoare, iar chinezii ar câștiga un avantaj din criza economică rezultată. Armata privată a lui Goldfinger intră în Fort Knox⁠(d) și accesează seiful, în timp ce Goldfinger ajunge într-un elicopter cu bomba. Dar Bond o convinge pe Pussy Galore, unul dintre piloții lui Goldfinger, să alerteze autoritățile și să înlocuiască gazul cu o substanță inofensivă. După ce i-au ucis pe oamenii lui Goldfinger, trupele americane deschid seiful și un specialist oprește dispozitivul cu „007” secunde rămase. Bond se urcă într-un avion pentru a lua prânzul cu președintele la Casa Albă, dar Goldfinger deturnează avionul, alături de Pussy. Într-o luptă pentru revolverul lui Goldfinger, este apăsat trăgaciul, spulberând o fereastră și creând o decompresie; Goldfinger este aruncat în aer prin geamul spart și moare. Bond și Pussy se parașutează în siguranță din avion înainte ca acesta să se prăbușească în ocean.

## Distribuție
- Sean Connery : James Bond
- Honor Blackman : Pussy Galore
- Gert Fröbe : Auric Goldfinger
- Shirley Eaton : Jill Masterson
- Tania Mallet : Tilly Masterson
- Harold Sakata : Oddjob
- Bernard Lee : « M »
- Martin Benson : Mr. Solo
- Cec Linder : Felix Leiter
- Lois Maxwell : Miss Moneypenny
- Austin Willis : Mr. Simmons
- Bill Nagy : Jed Midnight
- Michael Mellinger : Kisch
- Peter Cranwell : Johnny
- Richard Vernon : colonel Smithers
- Burt Kwouk : Mr. Ling
- Desmond Llewelyn : « Q »

## Muzica
Goldfinger a început tradiția cântecelor tematice Bond introduse în genericul de deschidere, un cântec din genul muzical pop și folosind artiști la modă. Shirley Bassey interpretează melodia „Goldfinger”, fiind la prima prezență din cele trei pe coloana sonoră a unui film Bond: ea va cânta melodiile tematice pentru două viitoare filme, Diamonds are Forever și Moonraker.
Albumul cu coloana sonoră a ajuns pe primul loc în Top Billboard 200 și pe locul 14 în UK Albums Chart. Single-ul „Goldfinger” a avut și el succes, ajungând pe locul 8 în Billboard Hot 100 și pe locul 21 în Topul Britanic.